# San José Chiapa
San José Chiapa är en kommunhuvudort i Mexiko.   Den ligger i kommunen San José Chiapa och delstaten Puebla, i den sydöstra delen av landet, 140 km öster om huvudstaden Mexico City. San José Chiapa ligger 2 389 meter över havet och antalet invånare är 4 405.
Terrängen runt San José Chiapa är en högslätt. Runt San José Chiapa är det tätbefolkat, med 319 invånare per kvadratkilometer. Närmaste större samhälle är Huamantla, 18,5 km väster om San José Chiapa. Trakten runt San José Chiapa består till största delen av jordbruksmark.